# Thüle (Friesoythe)
Thüle ist der Sammelbegriff für die drei Ortsteile „Vorderstenthüle“, „Mittelsten Thüle“ und Thülsfelde der Stadt Friesoythe im niedersächsischen Landkreis Cloppenburg.

## Geografie und Verkehrsanbindung
Der Ort liegt südöstlich des Kernortes Friesoythe direkt an der östlich verlaufenden B 72. Am westlichen und südlichen Ortsrand fließt die Soeste.

## Persönlichkeiten

### Söhne und Töchter des Ortes
- Gerhard Glup (1920–2006), Landwirt und Politiker (CDU)

## Sehenswürdigkeiten
- Im 17 ha großen Tier- und Freizeitpark Thüle, der am südlichen Ortsrand liegt, werden rund 120 Tierarten aus aller Welt gezeigt. Diverse Fahrgeschäfte und Spielgeräte sorgen für Zeitvertreib.
- Filialkirche St. Johannes Baptist[2]